# Mezaourou
Mezaourou (în arabă مزاورو) este o comună din provincia Sidi Bel Abbès, Algeria.
Populația comunei este de 6.870 de locuitori (2008).